# Maurice Lucas (homme politique)
Pour les articles homonymes, voir Maurice Lucas (homonymie).
Maurice Lucas est un homme politique français, né le 9 octobre 1896 à Cherbourg (Manche (département)) et mort le 24 avril 1988 à Flottemanville.

## Biographie
Ingénieur agricole de formation, il fonde la laiterie de Montebourg en 1935 et en reste président pendant une cinquantaine d'années 
Il est le frère d'Octave Lucas, député de la Manche sous la IIIe.
Député de la Manche sous la IVe République, il a été vice-président du groupe parlementaire MRP et siège durant tous ses mandats à la commission de l'Agriculture et du ravitaillement, puis de l'agriculture. Il est l'auteur de propositions de loi sur l'extension du pari mutuel au concours hippique (25 février 1947), sur le prix des fermages (10 octobre 1952) et pour interdiction des adjudications des meubles et immeubles les dimanches et jours fériés. Il a également siégé à la commission de la presse et à celle du suffrage universel.

## Fonctions
- Élu à la Première assemblée constituante, le 21 octobre 1945, puis reconduit à la Seconde constituante le 2 juin 1946.
- Député de la Manche pendant 12 ans entre 1946 et 1958

Il est le maire de Flottemanville de 1941 jusqu'en 1978.